# Силантьев, Игорь Витальевич
И́горь Вита́льевич Сила́нтьев (род. 3 июля 1960) — российский литературовед, специалист в области русской литературы и теории литературы. Доктор филологических наук (2001), профессор (2005), член-корреспондент РАН по Отделению историко-филологических наук (2022). Член Союза российских писателей (2023). Директор Института филологии Сибирского отделения РАН (с 2012 года), заведующий кафедрой истории и теории литературы Новосибирского государственного университета.

## Биография
Окончил физико-математическую школу при НГУ и гуманитарный факультет Новосибирского университета (НГУ) по специальности «Русский язык и литература» (1987). Вспоминал, что ключевую роль в его решении поступать на гуманитарный факультет сыграл профессор К. А. Тимофеев, а в научном становлении — профессора Н. А. Лукьянова и Е. И. Дергачева-Скоп; в дальнейшем большое влияние на него оказал академик Ю. С. Степанов).
После обучения в аспирантуре НГУ, в 1995 году в МГУ защитил кандидатскую диссертацию «Сюжет как фактор жанрообразования в процессе генезиса романа». В 2001 году в РГГУ защитил докторскую диссертацию «Мотив в системе художественного повествования».
С 1987 года работает в НГУ, с 1999 года — доцент по кафедре русской литературы, с 2005 года профессор по кафедре массовых коммуникаций. 
С 2002 года работает в Институте филологии СО РАН, сначала как ведущий научный сотрудник, с 2004 года заместитель директора по научной работе. С 2012 года — директор и председатель Ученого совета ИФЛ СО РАН.

## Научная деятельность
Автор более 200 научных публикаций, в частности 12 монографий, в числе которых «Поэтика мотива» (2004), «Газета и роман» (2006), «Сюжетологические исследования» (2009), «Сюжетно-мотивные комплексы русской литературы» (2012, в соавторстве), «Притча в русской словесности: от средневековья к современности» (2014, в соавторстве), «Сюжет и смысл» (2018), «Русский Китай и Дальний Восток (в 3 т.)» (2020-2023, в соавторстве), «Теория мотива и проблемы мотивного анализа» (2024) и др.
Главный редактор «Сибирского филологического журнала» и журнала «Критика и семиотика».
Член реддакционных коллегий журналов «Археография и источниковедение Сибири», «Русин», «Слово.ру: балтийский акцент», «Сюжетология и сюжетография», «Уральский исторический вестник», «Amsterdam International Journal for Cultural Narratology», «Narratorium».
Член редакционных советов журналов «Филология и человек», "Вестник Новосибирского государственного университета: Серия «История. Филология», «Новый филологический вестник», "Вестник Томского государственного университета. Серия «Филология», «Scriptorium Slavicum», «Studia Litterarum». 

## Награды
- Почётная грамота мэра г. Новосибирска (2003).
- Звание «Почетный фымышонок» (СУНЦ НГУ, 2013).
- Лауреат литературного конкурса им. Д. Хармса «Четвероногая ворона» (Санкт-Петербург, 2020).
- Почётный работник науки и высоких технологий Министерства науки и высшего образования РФ (2020).
- Почетная грамота Губернатора Новосибирской области (2022).
- Премия имени А. Н. Веселовского (2023) — за серию работ по общей теории эпического и лирического мотива и метода комплексного анализа мотива в системе художественного произведения («Поэтика мотива», «Сюжетологические исследования», «Сюжет и смысл»)
- Юбилейная медаль «300 лет Российской академии наук» (2024).
- Медаль ордена «За заслуги перед Отечеством» II степени (2024) — за большой вклад в развитие отечественной науки, многолетнюю плодотворную деятельность и в связи с 300-летием со дня основания Российской академии наук[3].
- Заслуженный деятель науки Сибирского отделения РАН (2025).